# عبدالسلام بن جلون
عبدالسلام بن جلون (انگلیسی: Abdessalam Benjelloun؛ زادهٔ ۲۸ ژانویهٔ ۱۹۸۵) بازیکن سابق فوتبال اهل مراکش است.
از باشگاه‌هایی که در آن بازی کرده‌است می‌توان به باشگاه ورزشی مغرب فاسی، باشگاه فوتبال رویال شارلوا، باشگاه ورزشی اسماعیلی، باشگاه فوتبال ارتش سلطنتی مراکش، باشگاه فوتبال الفتح، باشگاه فوتبال هیبرنین، و باشگاه فوتبال الرجا اشاره کرد.
او همچنین سابقه بازی در تیم ملی فوتبال مراکش را در کارنامه خود دارد.